# Valdemar Christensen
Herman Valdemar Christensen, född 8 september 1898 i Köpenhamn, död 2 juli 1971, var en dansk filmfotograf och klippare. 

## Filmfoto i urval
- 1926 – Baldevins bryllup
- 1929 – Laila
- 1930 – Eskimå
- 1931 – Hotell Paradisets hemlighet
- 1932 – Lalla vinner!
- 1932 – Modärna fruar
- 1933 – Farmors revolution
- 1934 – Unga hjärtan
- 1935 – Fredlös
- 1937 – Laila
- 1938 – Milly, Maria och jag
- 1939 – Cirkus
- 1939 – Rosor varje kväll